# Hermann Maurer (Prähistoriker)
Hermann Maurer (* 21. Oktober 1948 in Horn) ist ein österreichischer Prähistoriker.

## Leben und Leistungen
Maurer studierte nach der Matura am Bundesgymnasium Horn Ur- und Frühgeschichte bei Richard Pittioni an der Universität Wien. Er ist seit 1970 wissenschaftlich tätig. Dabei sind seine Forschungsschwerpunkte die Ur- und Frühgeschichte Ostösterreichs, insbesondere das Neolithikum und die späte Eisenzeit des Waldviertels. Er dokumentierte den vornotenkopfkeramischen Horizont der Linearbandkeramik und die späteisenzeitliche und frühgeschichtliche Eisenverhüttung für das Manhartsberggebiet und stellte in mehreren Veröffentlichungen die Mödling-Zöbing-Jevišovice-Formung (Typus, Kultur) zur Diskussion sowie den späteisenzeitlichen Typus Kamegg-Poigen-Maiersch. Ein umfangreiches Kapitel seiner Forschungstätigkeit ist der Kunst der Linearbandkeramik und der Lengyel-Kultur gewidmet.
Des Weiteren beschäftigt Maurer sich mit religiöser Volkskunde (Andachtsbilder, Wallfahrtskunde). Darüber liegen unter anderen grundlegende Veröffentlichungen betreffend die Wallfahrtsorte Maria Dreieichen, Maria Taferl, Sonntagberg und Maria Roggendorf vor. Maurer publizierte auch über Ursprungsbilder und über Nachweise der Mehrortewallfahrten.
Von Maurer liegen etwa 1.000 Veröffentlichungen in regionalen und wissenschaftlichen Publikationsorganen vor. Er wirkte bei Sonderausstellungen im Stift Zwettl (Die Kuenringer, 1981), im Höbarthmuseum in Horn (Idole, 1998/99; Die Sammlung Bauer, 2002) und im Stift Klosterneuburg (Zeichenstein und Wunderbaum, 2000) mit. Maurer organisierte in den Jahren 1985 und 1989 in Pulkau und in Asparn an der Zaya Fachtagungen in grenzüberschreitender Zusammenarbeit mit den einschlägigen Institutionen in Prag und Brünn. Vortragstätigkeiten im In- und Ausland. Maurer arbeitet in mehreren heimatkundlichen und wissenschaftlichen Vereinigungen mit und war Herausgeber und Schriftleiter der „Horner Blätter zur Vorgeschichte“, der „Horner Schriften zur Ur- und Frühgeschichte“ dem „Mitteilungsblatt der Gesellschaft für Vor- und Frühgeschichte“ und bei „Mannus“.
Im Januar 2001 wurde Maurer wegen seiner außerordentlichen Leistungen auf den Gebieten der Soziologie und der Kunstgeschichte durch den Bundespräsidenten zum Professor ernannt. 2002 folgte als Auszeichnung des Bundeslandes Niederösterreich das Silberne Ehrenzeichen.

## Schriften (Auswahl)
- Neolithische Kultobjekte aus dem niederösterreichischen Manhartsbergbereich. Ein Beitrag zur jungsteinzeitlichen Geistesgeschichte (= Mannus-Bibliothek. Neue Folge Band 19, ISSN 0720-7158). Gesellschaft für Vor- und Frühgeschichte, Bonn 1982.
- Beiträge zur Heimatkunde (= Horner Schriften zur Ur- und Frühgeschichte. Band 7/8, ZDB-ID 1184361-5). Archiv für die Waldviertler Urgeschichtsforschung, Horn 1983.
- mit Herbert Puschnik und Werner Vasicek: Waldviertel 1985. Einführung in die Jahrestagung 1985 der Gesellschaft für Vor- und Frühgeschichte in Pulkau (= Mannus-Bibliothek. Neue Folge Band 23). Gesellschaft für Vor- und Frühgeschichte, Bonn 1985.
- als Herausgeber und Mitautor: Festschrift für Dieter Korell (= Mannus-Bibliothek. Neue Folge Band 28). Bonn: Ges. für Vor- u. Frühgeschichte, 1987
- Einführung in die Vor- und Frühgeschichte des niederösterreichischen Weinviertels. In: Dieter Korell: Aus der Vorzeit des niederösterreichischen Weinviertels. (= Mannus-Bibliothek. Neue Folge Band 32). Gesellschaft für Vor- und Frühgeschichte, Bonn 1989, S. 26–76.
- Gesammelte Beiträge aus den Jahren 1985–1990. (= Horner Schriften zur Ur- und Frühgeschichte. Band 10). Eigenverlag, Horn 1990.
- mit Friedrich Berg: Idole. Kunst und Kult im Waldviertel vor 7000 Jahren. Museumsverein in Horn, Horn 1998 (Ausstellungskatalog). (Digitalisat des Beitrags von H. Maurer, S. 23–137).